# The Lancet
The Lancet is een peerreviewed medisch tijdschrift, dat wekelijks wordt uitgebracht door de Lancet Publishing Group. Het ontleent zijn naam aan het lancet, een chirurgisch mesje (scalpel)
De huidige hoofdredacteur is Richard Horton (sedert 1995).
Naast de wekelijkse editie van The Lancet bestaan nog verscheidene gespecialiseerde edities en een reeks van open access tijdschriften (The Lancet familie):
- The Lancet Child & Adolescent Health
- The Lancet Diabetes & Endocrinology
- The Lancet Digital Health
- The Lancet Gastroenterology & Hepatology
- The Lancet Global Health
- The Lancet Haematology (neurologie)
- The Lancet HIV
- The Lancet Infectious Diseases (besmettelijke ziekten)
- The Lancet Neurology
- The Lancet Oncology (oncologie)
- The Lancet Planetary Health
- The Lancet Psychiatry
- The Lancet Public Health
- The Lancet Respiratory Medicine
- The Lancet Rheumatology
- The Lancet Discovery Science (reeks gewijd aan essentieel vroeg wetenschappelijke bewijs):
  - eBioMedicine
  - eClinicalMedicine.

The Lancet wordt door veel medische wetenschappers beschouwd als een van de meest gerenommeerde wetenschappelijke tijdschriften, naast Nature, Science (beide algemeen wetenschappelijk) en het New England Journal of Medicine (medisch). The Lancet heeft een impactfactor van ongeveer 45.

## The Lancet Countdown
The Lancet Countdown is een internationale, multidisciplinaire publicatie waarin de effecten van de klimaatverandering op het wereldgezondheidsprofiel worden gemeten, in het licht van het Akkoord van Parijs. Het rapport is ontstaan uit de conclusies van een werkgroep die in 2015 waarschuwde dat “de antropogene klimaatverandering 50 jaar vooruitgang inzake volksgezondheid dreigt te ondermijnen” maar dat anderzijds “een wereldwijd klimaatbeleid het grootste mondiale gezondheidsproject van de 21st eeuw zou kunnen worden”. De meest kwetsbare groepen blijken kinderen en ouderen te zijn.  Bijdragen zijn afkomstig van meer dan 100 experten uit tientallen internationale instellingen waaronder de Wereldgezondheidsorganisatie, de Wereldbank, en verschillende gerenommeerde universiteiten.
Het rapport 2019 beschrijft 41 indicatoren in vijf hoofddomeinen: 
- gevolgen, risico's en kwetsbaarheid inzake klimaatverandering;
- aanpassing, planning en flexibiliteit van de gezondheidszorg;
- klimaatbeleid en gezondheidsvoordelen;
- economie en financiën;
- overheidsbeleid en politiek engagement.

Het rapport van 2021 stelt, aan de hand van 44 indicatoren, een duidelijke stijging vast van klimaatgerelateerde gezondheidseffecten, die onvoldoende consistent worden opgevangen door het beleid. Het rapport pleit voor versnelde actie, waarbij de gezondheid van de mensen en de planeet primeert.